# ایتاگاکی نوبوکاتا
ایتاگاکی نوبوکاتا (به ژاپنی: 板垣 信方 Itagaki Nobukata)؛ (تولد ۱۴۸۹ – مرگ ۱۵۴۸) یک سامورایی در دوره سنگوکو و یکی از ۲۴ ژنرال تاکدا شینگن بود.
.علاوه بر آن ایتاگاکی محافظ شینگن بود و در نبرد علیه ولایت شینانو کشته‌شد.